# Royaume-Uni au Concours Eurovision de la chanson junior 2003
Le Royaume-Uni a participé au premier Concours Eurovision de la chanson junior en 2003. Une finale nationale a été organisée par Independent Television (ITV) pour sélectionner la première candidature britannique à l'Eurovision junior.

## Sélection

### Finale national
La finale a eu lieu le 6 septembre 2003 et a été diffusée sur ITV1. Le spectacle a été présenté par Mark Durden-Smith et Tara Palmer-Tomkinson, et le télévote régional a sélectionné le gagnant parmi les huit en compétition.
| Ordre | Artiste       | Chanson                 | Points | Place |
| ----- | ------------- | ----------------------- | ------ | ----- |
| 1     | Feature 5     | "Slumberland"           | 35     | 4     |
| 2     | Jack Brown    | "Back to Love"          | 12     | 7     |
| 3     | Ellis De Bie  | "I Have a Feeling"      | 38     | 3     |
| 4     | Starrlight    | "Gonna Be Fine"         | 10     | 8     |
| 5     | Sasha Stevens | "Little Children"       | 29     | 5     |
| 6     | Mr Cheerful   | "Winter's Nearly Gone"  | 23     | 6     |
| 7     | Tom Morley    | "My Song for the World" | 64     | 1     |
| 8     | UZLOT         | "Please Don't Cry"      | 62     | 2     |

## À l'Eurovision junior
Le soir du concours, qui s'est tenu à Copenhague, Danemark, Tom Morley s'est classé 12e dans l'ordre de passage du concours, après la Belgique et devant le Danemark. À la fin du vote, Morley a reçu 118 points, se classant 3e des 16 entrées en compétition, battu par l'Espagne et la Croatie vainqueur.

### Vote
| Score     | Pays                                  |
| --------- | ------------------------------------- |
| 12 points | - Biélorussie - Danemark - Malte      |
| 10 points | - Roumanie - Espagne - Suède          |
| 8 points  | Pays-Bas                              |
| 7 points  | - Chypre - Grèce - Lettonie - Pologne |
| 6 points  |                                       |
| 5 points  | Norvège                               |
| 4 points  | - Belgique - Croatie                  |
| 3 points  | Macédoine du Nord                     |
| 2 points  |                                       |
| 1 point   |                                       |

| Score     | Pays        |
| --------- | ----------- |
| 12 points | Espagne     |
| 10 points | Malte       |
| 8 points  | Croatie     |
| 7 points  | Grèce       |
| 6 points  | Belgique    |
| 5 points  | Biélorussie |
| 4 points  | Danemark    |
| 3 points  | Chypre      |
| 2 points  | Pays-Bas    |
| 1 point   | Lettonie    |